# قرار الجمعية العامة للأمم المتحدة 1541
قرار الجمعية العامة للأمم المتحدة 1541 المؤرخ 15 ديسمبر 1960، بعنوان "المبادئ التي ينبغي أن توجه الأعضاء في تحديد ما إذا كان هناك التزام أم لا بنقل المعلومات المطلوبة بموجب المادة 73 هـ من الميثاق"، كان قرارًا اتخذته الجمعية العامة للأمم المتحدة أثناء انعقاد الدورة الخامسة عشرة مع مرفقات من 12 مبدأ أكدت أنه لضمان إنهاء الاستعمار، يلزم الامتثال الكامل لمبدأ تقرير المصير.

## روابط خارجية
- قرار الجمعية العامة للأمم المتحدة A / RES / 1541 (XV): المبادئ التي ينبغي أن توجه الأعضاء في تحديد ما إذا كان هناك التزام بإرسال المعلومات المطلوبة بموجب المادة 73 هـ من الميثاق أم لا.
- اتفاقيات الوصاية الصادرة عن الأمم المتحدة أو التي أدرجتها الجمعية العامة على أنها غير متمتعة بالحكم الذاتي